# Uccula
Uccula (łac. Diocesis Ucculensis) – stolica historycznej diecezji w Cesarstwie rzymskim w prowincji Afryka Prokonsularna, sufragania metropolii Kartagina. Współcześnie w Tunezji. Obecnie katolickie biskupstwo tytularne.

## Biskupi tytularni
| Lp. | Biskup                 | Funkcja                                         | Od               | Do                   |
| --- | ---------------------- | ----------------------------------------------- | ---------------- | -------------------- |
| 1   | Alphonse Verwimp       | wikariusz apostolski Kisantu (Kongo Belgijskie) | 23 stycznia 1931 | 10 listopada 1959    |
| 2   | Paul Ch’eng Shih-kuang | biskup pomocniczy Tajpej (Tajwan)               | 3 maja 1960      | 7 czerwca 1966       |
| 3   | Jan van Cauwelaert     | emerytowany biskup Inongo (Zair)                | 12 czerwca 1967  | 12 października 1976 |
| 4   | Gilles Bélisle         | biskup pomocniczy Ottawy (Kanada)               | 11 maja 1977     | 12 kwietnia 1996     |
| 5   | Richard Grecco         | biskup pomocniczy London oraz Toronto (Kanada)  | 5 grudnia 1997   | 11 lipca 2009        |
| 6   | Rob Mutsaerts          | biskup pomocniczy ’s-Hertogenbosch (Holandia)   | 15 lipca 2010    |                      |